# Mdou Moctar
Махамаду Сулеймани (Mahamadou Souleymane, родился в 1984 году), известный как Mdou Moctar (также M.dou Mouktar), — туарегский автор песен и музыкант из Агадеса, Нигер, исполняющий современную рок-музыку, вдохновлённую туарегской гитарной музыкой (известной как пустынный блюз, Desert blues). Его музыка впервые привлекла внимание благодаря торговой сети мобильных телефонов и карт памяти в Западной Африке. Он поёт на берберском языке тамашек. Четвёртый альбом Моктара, Ilana: The Creator, выпущенный в 2019 году, стал первым, в котором участвовала полная группа. Он играет на гитаре в стилях такамба и ассуф. Он также снялся в фильме 2015 года Akounak Tedalat Taha Tazoughai («Дождь цвета синего с небольшим количеством красного»). Левшу Моктара за его виртуозную игру на гитаре называют «Джими Хендриксом Сахары».

## Биография

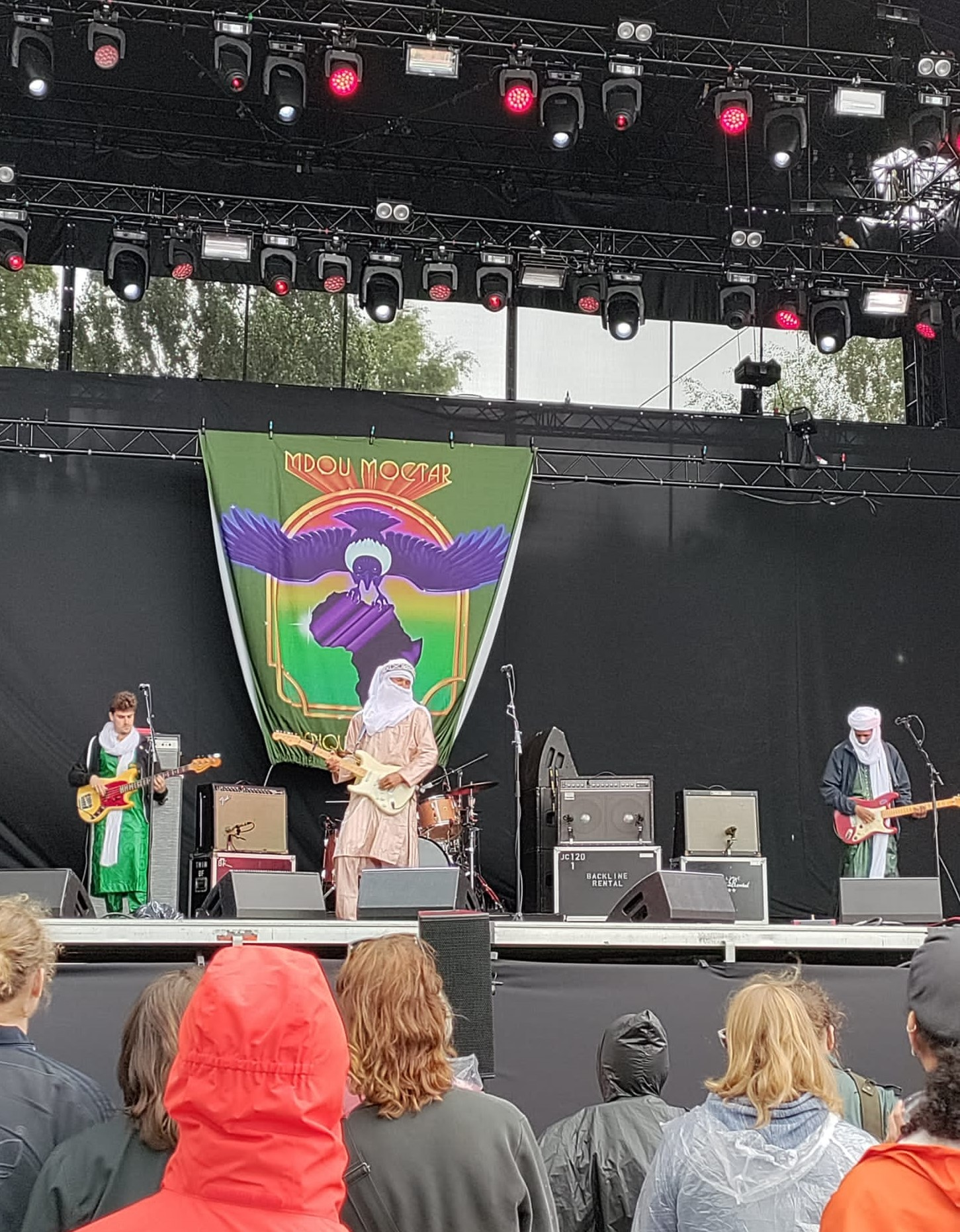
Mdou Moctar на фестивале Pori Jazz (2022, Пори, Финляндия

Mdou Moctar родился в Абалаке, Нигер. Он вырос в деревне Тчинтабараден, затем в шахтёрском городе Арлите. После прослушивания таких исполнителей, как Абдалла Умбадугу, он захотел играть на гитаре, но его семья не одобряла электрическую музыку по религиозным причинам, поэтому ему пришлось построить свою собственную гитару, используя велосипедные тросы для струн.

## Карьера
Его первый альбом, Anar, был записан в Сокото, Нигерия, в 2008 году и отличался автотюном вокала и влиянием музыки хауса. Альбом не был официально выпущен в то время, но песни стали популярны по всему Сахелю, когда они распространились через сети торговли музыкой с мобильных телефонов. Многие из первых песен Моктара были распространены в виде MP3 файлов от человека к человеку по всему Нигеру через Bluetooth без его участия.

### Matador(2019-)
После того как Жерар Кослой (Gerard Cosloy), соучредитель лейбла Matador Records, заинтересовался музыкой Моктара, Кослой организовал несколько встреч, а затем подписал контракт с Matador. Моктар выпустил свой четвёртый студийный альбом Ilana: The Creator в 2019 году; это был его первый студийный альбом, записанный с полной группой. Боб Бойлен из NPR назвал альбом «возможно, самым зажигательным психоделическим роком 21 века», а Happy Mag поместил его на 13 место в списке «25 лучших психоделических рок-альбомов 2010 года», назвав его «серьёзной музыкой для серьёзного дела». Пятый альбом Моктара, Afrique Victime, был выпущен на Matador Records 21 мая 2021 года. Альбом получил положительные отзывы от международных изданий, включая Rolling Stone, Paste, Pitchfork и The Guardian. Его шестой альбом, Funeral for Justice, был выпущен 3 мая 2024 года, получив положительные отзывы.

## Музыкальный стиль
С момента дебюта Моктара его музыка основана на роке, а точнее на туарегском тишумарене, разновидности пустынного блюза. Его музыка также содержит элементы бунтарства. Первый альбом Моктара, Anar, содержал автотюн и драм-машины. Альбом Моктара Ilana: The Creator содержал яростные гитарные соло, а Afrique Victime, несмотря на значительное сходство, был более политически заряженным. Альбом Funeral for Justice значительно расширил диапазон Моктара, сделав его стиль более агрессивным и «в лицо».

## Группа
Mdou Moctar
- Mahamadou «Mdou Moctar» Souleymane — лид-гитара, вокал
- Майки «Mikey» Колтун — бас-гитара, гитара, перкуссия, бэк-вокал, продюсирование (с 2017-)
- Souleymane Ibrahim — барабаны, джембе, бэк-вокал (с 2019-)
- Ахмуду Мадассан — ритм-гитара, бэк-вокал

Группа в Швеции в 2019 году
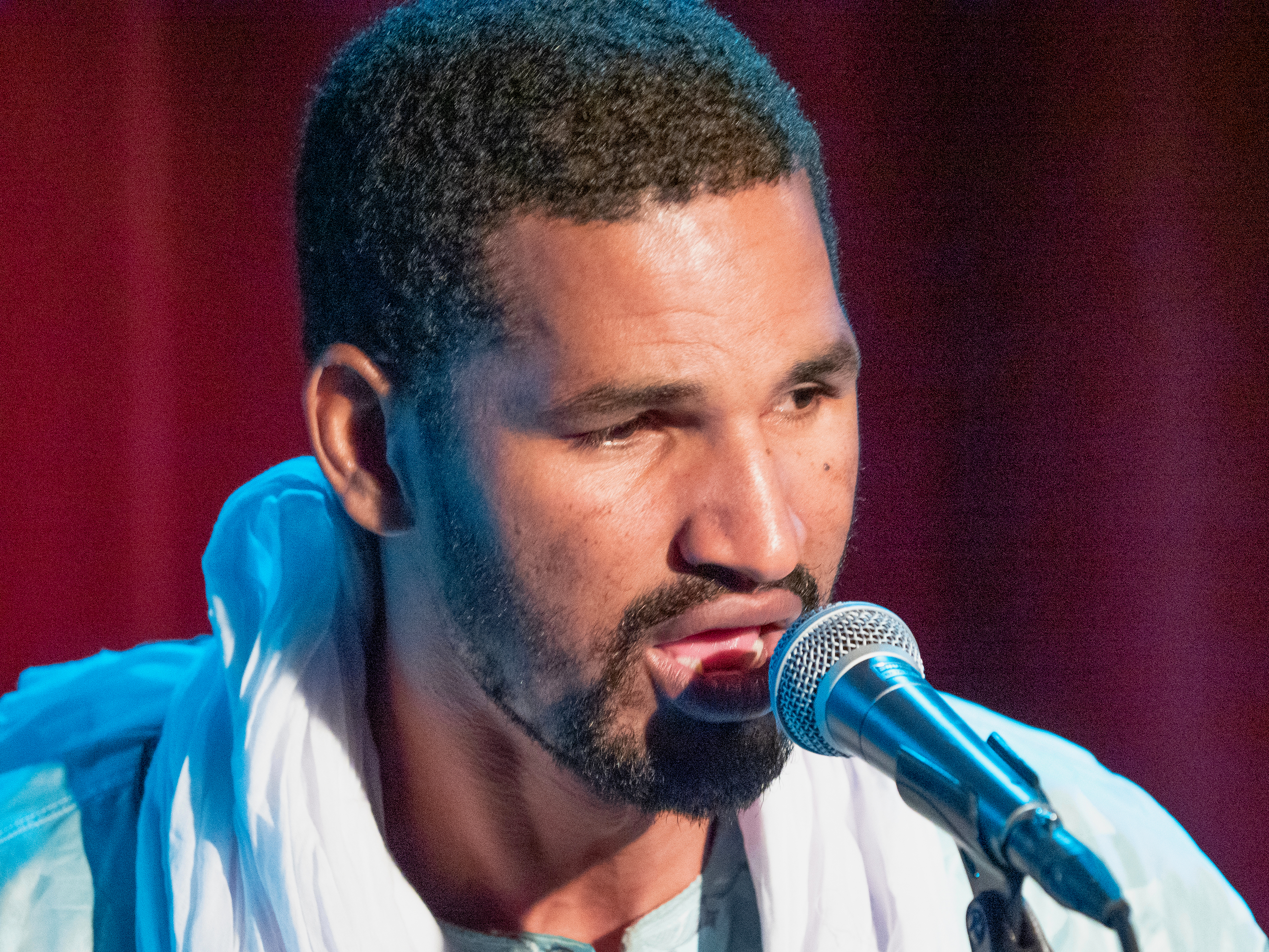
Mdou Moctar
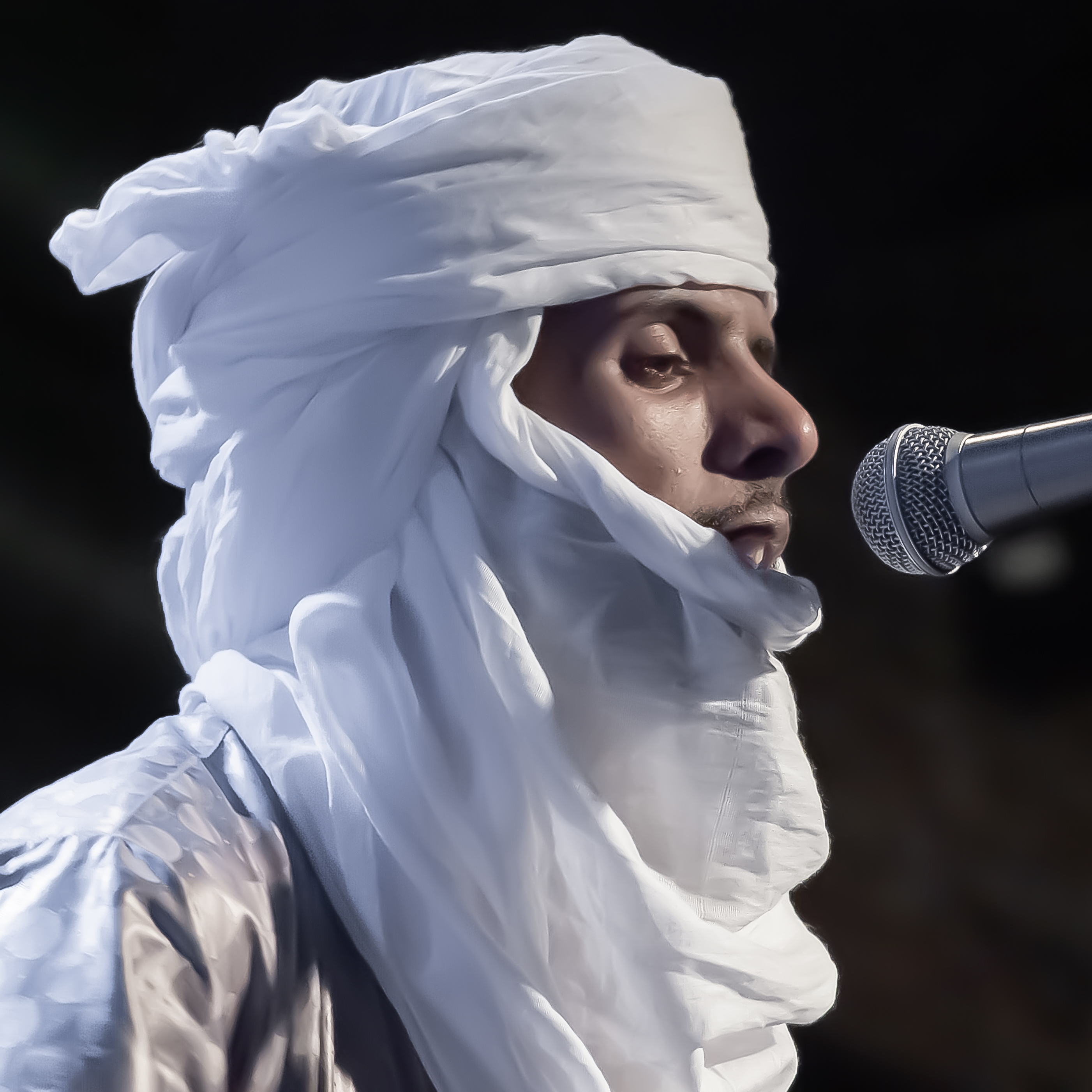
Ahmoudou Madassane
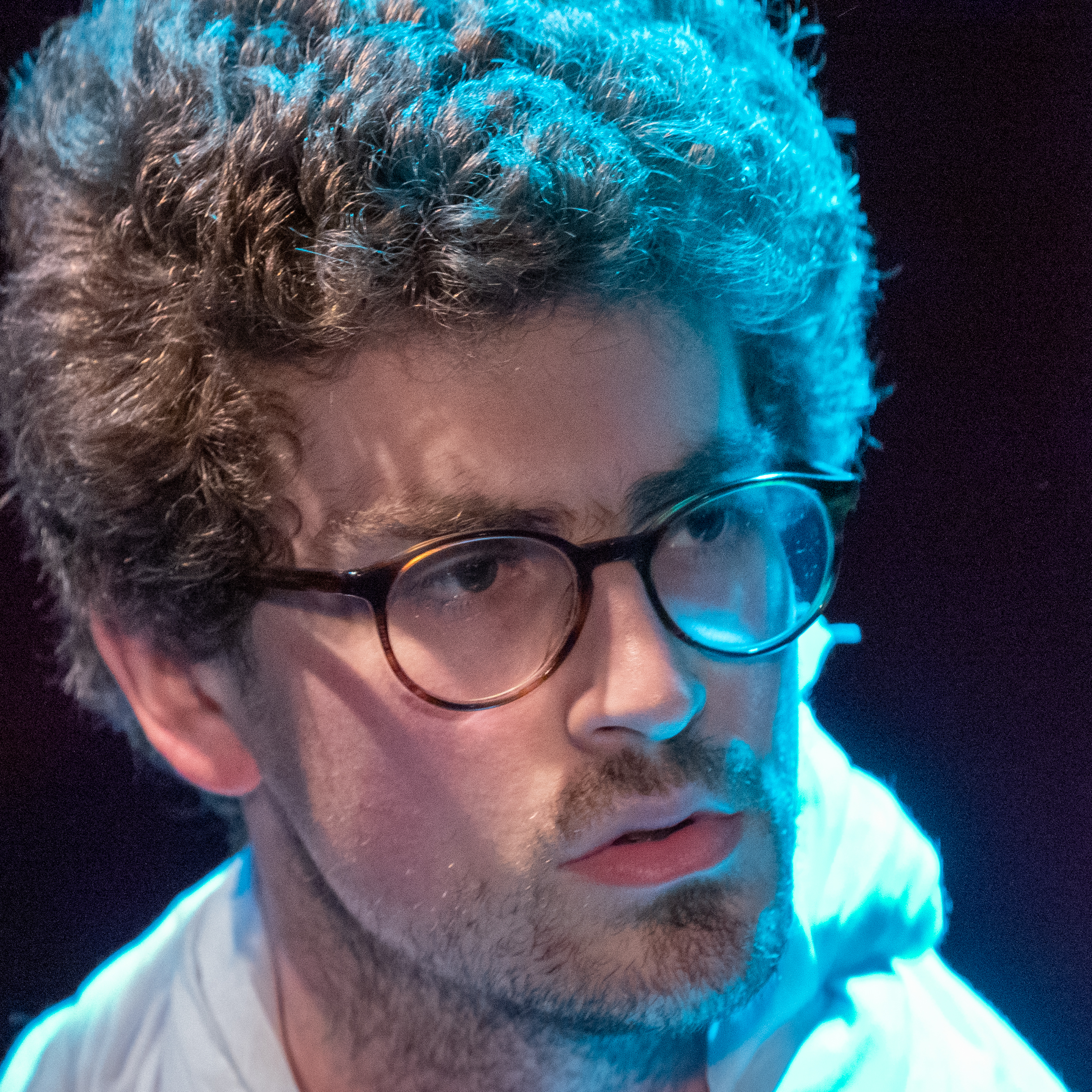
Michael Coltun
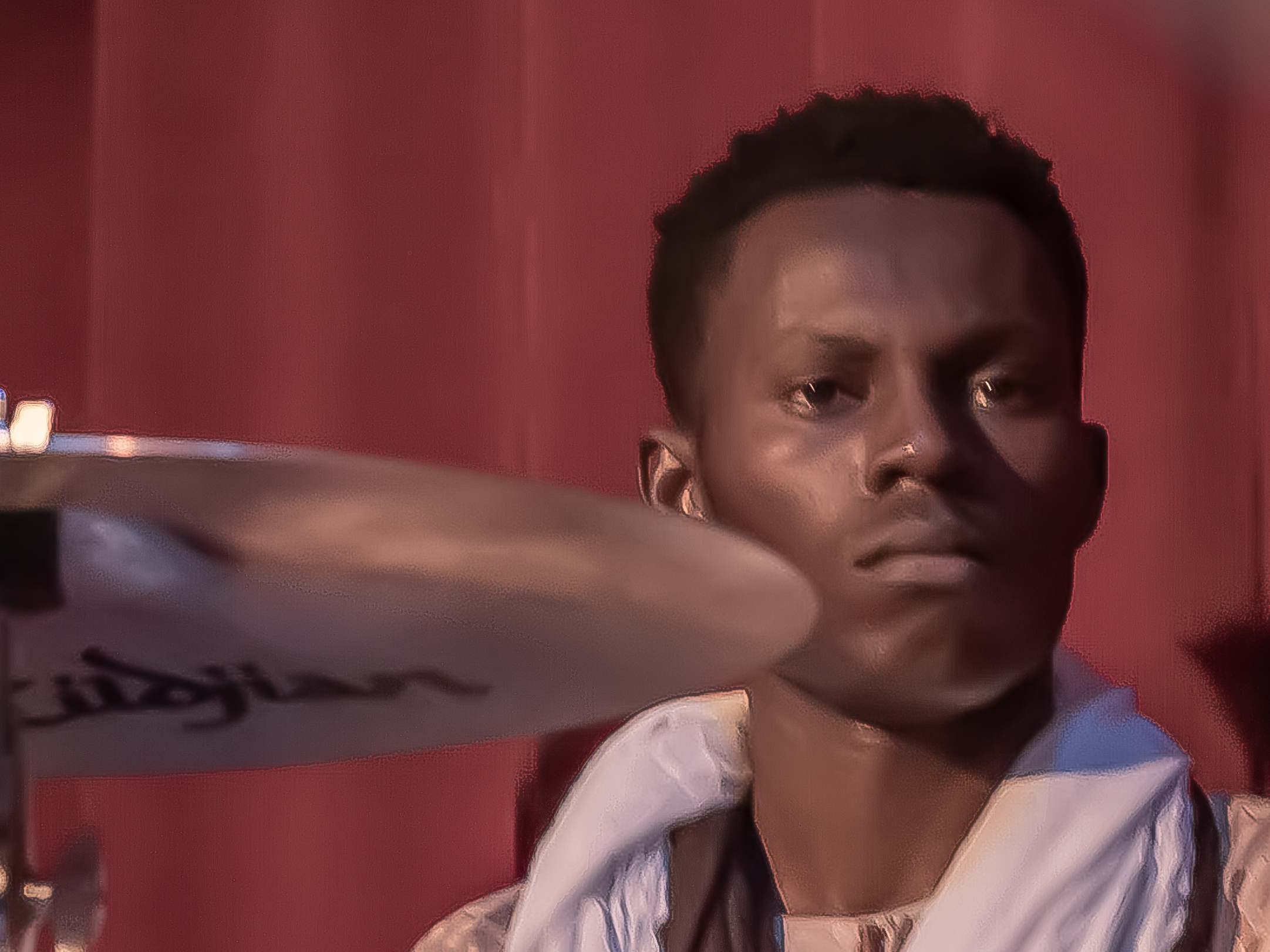
Souleymane Ibrahim

## Дискография
Дискография Mdou Moctar включает, в том числе, следующие релизы:

### Студийные альбомы
- Anar (2008; переиздан в 2014 лейблом Sahel Sounds[англ.])
- Akounak Tedalat Taha Tazoughai (оригинальный саундтрек) (Sahel Sounds, 2015)
- Sousoume Tamachek (Sahel Sounds, 2017)
- Ilana: The Creator (Sahel Sounds, 2019)
- Afrique Victime (Matador Records, 2021)
- Funeral for Justice (Matador, 2024)[25]

### Концертные альбомы
- Afelan (Sahel Sounds, 2013)
- Blue Stage Sessions (Third Man Records, 2019)

### Синглы и мини-альбомы (EP)
- Tahoultine (2011)
- Anar / Vanessa (Sahel Sounds, 2012) (split with Brainstorm)
- Ibitlan / Tiknass (Sunbone) (Sahel Sounds, 2020)
- Niger EP Vol. 1 (Matador Records, 2022)
- Niger EP Vol. 2 (Matador Records, 2022)

### Записи на сборниках
- Music from Saharan Cellphones: Volume 1 (2010)[26]
- Music for Saharan Cellphones: The International Reworks (2011)
- The Mdou Moctar Covers (2012) (split with Brainstorm)
- Pop Music from Republique Du Niger (2012)
- Music from Saharan Cellphones: Volume 2 (2013)
- Ronald Paris / Mdou Moctar (2014) (split cassette with Porches)[27]
- Rough Trade Shops Africa 13 (2014)
- Mind the Gap #110 (2014)
- Below the Radar 10 (2014)
- Afrique Refait (2022) (альбом-ремикс Afrique Victime при участии только африканских артистов)[28]